# Бутинов, Николай Александрович
Никола́й Алекса́ндрович Бути́нов (19 декабря 1914 — 7 декабря 2000) — советский и российский учёный-этнограф, специалист по первобытному обществу, океанист; доктор исторических наук, лауреат премии им. Н. Н. Миклухо-Маклая (1987).

## Биография
Родился в рабочей семье выходцев из Костромской губернии Александра Ивановича Бутинова и Параскевы Ивановны (урождённой Поляковой). 
В 1938 году поступил на кафедру этнографии Ленинградского университета, тогда относившуюся к филологическому факультету, окончил университет в 1942 году в эвакуации в Саратове. В 1946 году под руководством В. Я. Проппа защитил кандидатскую диссертацию "Учение Грэбнера". В том же году стал научным сотрудником Ленинградского отделения Института этнографии АН СССР. В 1970 году защитил докторскую диссертацию «Папуасы Новой Гвинеи: этнический состав, хозяйство, общественный строй».
С 1972 года заведовал сектором Австралии, Океании и Индонезии ЛОИЭ, один из создателей экспозиции «Коренное население Австралии и Океании». Участвовал в подготовке собраний сочинений Н. Н. Миклухо-Маклая (1948—1953 и 1990—1999), тома «Народы Австралии и Океании» (1956) из серии «Народы мира. Этнографические очерки». Основатель ежегодных Маклаевских чтений (1980), лауреат премии им. Н. Н. Миклухо-Маклая АН СССР (1987).
Был женат на этнографе М. С. Бутиновой (1920—2007).

## Научная деятельность
Сделал большой вклад в дешифровку ронго-ронго. На примере молодых государств Океании разрабатывал проблему соотношения этноса и нации. В трудах по истории первобытного общества изучал проблемы лингвистической непрерывности, происхождения экзогамии, типологии общин и форм брака; вопреки господствовавшим представлениям Ф. Энгельса, доказывал приоритет общинных структур по отношению к роду, исконное сосуществование материнского и отцовского рода. Теоретические взгляды Н. А. Бутинова критиковались С. П. Толстовым, Ю. И. Семёновым и другими советскими авторами.
В. Р. Кабо вспоминал, что когда Бутинов в ЛОИЭ руководил отделом Австралии и Океании: «… он был ещё бойцом. Он вел мужественную борьбу против догматизма, господствующего в нашей этнографической науке, и вел её в то время в одиночестве. Это означало, по существу, борьбу с дирекцией института, в котором он работал. Догматическому марксизму он пытался противопоставить то, что он считал подлинным, творческим марксизмом. Наряду с этим, он писал многочисленные рецензии и статьи, в которых разоблачал западных этнографов и буржуазную науку, и это частично искупало его собственный уклон в научную ересь. В то же время он много и глубоко занимался социальными отношениями у народов Океании — прежде всего у папуасов Новой Гвинеи. Ему была свойственна юношеская одержимость — и в науке, и в стремлении попасть когда-нибудь на Новую Гвинею. И мечта его жизни осуществилась — он ступил на землю Новой Гвинеи, и папуасы встретили его как нового Миклухо-Маклая. Худой, с ежиком седеющих волос на голове, он и в семьдесят лет все ещё казался молодым».

## Основные работы
Отдельные издания
- Папуасы Новой Гвинеи (Хоз-во, обществ. строй). — М.: Наука, 1968. — 256 с. — 2500 экз.
- Папуасы Новой Гвинеи (Этн. состав, хоз-во, обществ. строй): Автореф. дис. … д-ра ист. наук. — Л., 1970. — 33 с.
- Н. Н. Миклухо-Маклай – великий русский учёный-гуманист: К 100-летию его первой экспедиции на Новую Гвинею. — Л.: Наука, 1971. — 18 с. — 1000 экз.
- Путь к Берегу Маклая. — Хабаровск: Кн. изд-во, 1975. — 303 с. — (Первопроходцы). — 30 000 экз.
- Полинезийцы островов Тувалу. — М.: Наука, 1982. — 128 с. — 2000 экз.
- Социальная организация полинезийцев. — М.: Наука, 1985. — 224 с. — 1050 экз. Архивировано 30 августа 2011 года.
- Народы Папуа Новой Гвинеи: (От племенного строя к независимому государству) / Рос. акад. наук. Музей антропологии и этнографии им. Петра Великого (Кунсткамера). — СПб.: Петербургское востоковедение, 2000. — 376, [8] с. — (Ethnographica Petropolitana; 6). — 1000 экз. — ISBN 5-85803-146-3.
- Бутинов Н. А. и др. Проблемы этнографии и истории культуры народов Азиатско-Тихоокеанского региона. — СПб.: Петербургское Востоковедение, 2004. — С.365. — ISBN 585803246X.

Статьи
- Проблема экзогамии (по австралийским материалам) // Родовое общество. М., 1951;
- Первобытно-общинный строй (основные этапы и локальные варианты) // Проблемы истории докапиталистических обществ. М., 1968;
- Мифология и фольклор в трудах К. Леви-Строса // Леви-Строс К. Структурная антропология: [Пер. с фр.]. — М.: Наука, 1983.